# Bozo
El bozo, o boso, (en bozo: casa de palla), és una llengua mandé parlada pel poble bozo, el principal poble pesquer del delta interior del Níger, a Mali. Segons el cens de l'any 2000, els bozo ronden els 132.100. Sovint es considera que el continu dialectalbozo és una única llengua, tot i la diversitat entre varietats. L'Ethnologue reconeix quatre llengües en funció dels requisits dels materials d'alfabetització. El bozo forma part de la branca nord-oest de les llengües mandés; la llengua que li és més propera és el soninke, que es parla a la secció nord-oest del sud de Mali, a l'est del Senegal i al sud de Mauritània. Els bozo sovint parlen una o més llengües regionals com ara el bamana, el ful o el songhai. La llengua és tonal, amb tres tons lèxics.

## Dialectes
El continu Bozo es divideix en les següents varietats:
- Hainyaxo (Hainyaho, Kɛlɛngaxo) (amb uns quants milers de parlants)[3]
- Tiɛma Cɛwɛ (Tièma cièwe) (amb 2.500 parlants el 1991)
- Tiéyaxo (Tigemaxo) (amb uns milers de parlants)
- Sorogaama (Jenaama, Sorko) (amb 200.000 parlants el 2005)

El hainyaho, parlat pels Hain (sg. Xan), és el dialecte més occidental, al llarg del Níger. Està més estretament relacionat amb el tigemaxo, el seu veí oriental que es parla al voltant del Diafarabé. La varietat de bozo més parlada és el sorogama, que a la vegada és dividit en quatre dialectes, el pondori (al sud de Mopti), el kotya, el korondugu (al nord de Mopti) i el debo (al voltant del llac Debo). Tièma Cièwè és la varietat més al nord-est del continu Bozo, parlat també als voltants del llac Debo.

## Sistema d'escriptura
| Alfabet bozo de DNAFLA | Alfabet bozo de DNAFLA | Alfabet bozo de DNAFLA | Alfabet bozo de DNAFLA | Alfabet bozo de DNAFLA | Alfabet bozo de DNAFLA | Alfabet bozo de DNAFLA | Alfabet bozo de DNAFLA | Alfabet bozo de DNAFLA | Alfabet bozo de DNAFLA | Alfabet bozo de DNAFLA | Alfabet bozo de DNAFLA | Alfabet bozo de DNAFLA | Alfabet bozo de DNAFLA | Alfabet bozo de DNAFLA | Alfabet bozo de DNAFLA | Alfabet bozo de DNAFLA | Alfabet bozo de DNAFLA | Alfabet bozo de DNAFLA | Alfabet bozo de DNAFLA | Alfabet bozo de DNAFLA | Alfabet bozo de DNAFLA | Alfabet bozo de DNAFLA | Alfabet bozo de DNAFLA | Alfabet bozo de DNAFLA | Alfabet bozo de DNAFLA | Alfabet bozo de DNAFLA |
| ---------------------- | ---------------------- | ---------------------- | ---------------------- | ---------------------- | ---------------------- | ---------------------- | ---------------------- | ---------------------- | ---------------------- | ---------------------- | ---------------------- | ---------------------- | ---------------------- | ---------------------- | ---------------------- | ---------------------- | ---------------------- | ---------------------- | ---------------------- | ---------------------- | ---------------------- | ---------------------- | ---------------------- | ---------------------- | ---------------------- | ---------------------- |
| A                      | B                      | C                      | D                      | E                      | Ɛ                      | F                      | G                      | H                      | I                      | J                      | K                      | L                      | M                      | N                      | Ɲ                      | Ŋ                      | O                      | Ɔ                      | P                      | R                      | S                      | T                      | U                      | W                      | X                      | Y                      |
| a                      | b                      | c                      | d                      | e                      | ɛ                      | f                      | g                      | h                      | i                      | j                      | k                      | l                      | m                      | n                      | ɲ                      | ŋ                      | o                      | ɔ                      | p                      | r                      | s                      | t                      | u                      | w                      | x                      | y                      |

Les vocals llargues es representen escrivint una doble vocal, ⟨aa, ee, ɛɛ, ii, oo, ɔɔ, uu⟩, mentre que la nasalització s'indica escrivint una <n> tot seguit de la vocal: ⟨an, en, ɛn, in, on, ɔn, un⟩.